# Pastoralbrevene
Pastoralbrevene er en fællesbetegnelse for tre bøger eller breve i Det nye testamente: Paulus' første og andet brev til Timotheus og Paulus' Brev til Titus. Navnet kommer af latin: pastor, som betyder "hyrde", her i den overførte betydningen "en som har lederansvar". De tre breve er adresseret til enkeltpersoner med lederansvar i de tidlige kristne menigheder og indeholder formaninger om, hvordan menigheden bør organiseres og lederansvaret udøves. 
Det er omdiskuteret, om disse breve virkelig er skrevet af Paulus til dem, som er opgivet som adressater. Flere træk kan tyde på, at brevene er af senere oprindelse, og de fleste forskere mener i dag, at alle tre breve er pseudonymer. Pastoralbrevene er ikke nævnt i andre kilder før i kanon Muratori (fra ca. år 180). De er heller ikke med i det ældste kendte Paulus-manuskript (P46 fra begyndelsen af 200-tallet). Sproget er væsentligt forskelligt fra det, vi finder i andre Paulusbreve, og brevene forudsætter en anden Paulusbiografi (hvor han var - på hvilke tidspunkter) end de andre breve og Apostlenes gerninger.
| Religion | Spire Denne religionsartikel er en spire som bør udbygges. Du er velkommen til at hjælpe Wikipedia ved at udvide den. |